# Robo Wunderkind
Robo Wunderkind ist ein programmierbarer Spielzeugroboter des Unternehmens Robo Technologies GmbH, das in Wien (Österreich) seinen Hauptsitz hat.
Mit den Roboter-Kits können Kinder ab 5 Jahren das Programmieren lernen und ihre MINT-Fähigkeiten stärken. Der Roboter wird mithilfe von Apps über visuelle Programmiersprachen programmiert und gesteuert. Die erste Generation des Roboters kam 2017 auf den Markt.
Das Projekt, E-Learning schon im frühen Kindesalter zu fördern, begann 2015 mit einer Kampagne auf Kickstarter.com und erzielte 246.000 US-Dollar. 2020 förderte das Accelerator-Pilotprojekt des Europäischen Innovationsrats (EIC) das Unternehmen mit 1,75 Millionen Euro.

## Produkte

### Robo Wunderkind – erste und zweite Generation
Der Prototyp des Roboters wurde 2014 von den Gründern Anna Iarotska, Rustem Akishbekov und Yuri Levin entworfen.
Der Hauptblock verfügt über einen An-/Aus-Schalter und hat eine Akkukapazität von 2000 mAh. Der Hub kann sowohl per USB als auch per Bluetooth mit dem Computer, Smartphone oder Tablet verbunden werden.
Der Motor besitzt eine rotierende Fläche und Verbindungsstifte, welche den Motor mit den anderen Modulen verbinden. Das Material ist Kunststoff.
Als Add-on ist ein Display mit einer Auflösung von 8 × 8 Pixeln einsetzbar.
Zum Set gehören u. a. eine RGB-LED und ein Mikrofon. Das Roboter-Kit beinhaltet außerdem einen Beschleunigungsmesser, einen Lichtsensor, Bewegungsmelder sowie einen Spurhalteassistent.
Eine Verbindung kann mit dem Kabel-Konnektor hergestellt werden, aber auch mit dem Konnektor-Block. Dieser verbindet durch aufsteckbare Konnektoren alle Module. Ebenfalls enthalten ist eine Zange, um die Konnektoren von den Modulen zu trennen.
Der Roboter wird über drei Apps gesteuert: Live, Code und Blockly. Diese sind für Android und iOS verfügbar.

### Integration in den Schulunterricht
Spielzeugroboter sind nicht nur als Spielzeug relevant, sondern werden auch in der Lehre eingesetzt. Im deutschsprachigen Raum ist die Förderung von MINT-Fähigkeiten von Schülern fester Bestandteil des Lehrplans in Bildungsstätten und Schulen.
Die Theorie der MINT-Fächer wird durch die Integration der Roboter in den Unterricht in die Praxis gebracht. Lehrpläne, die für Schülerinnen und Schüler ab 5 Jahren bis in die Mittelstufe konzipiert werden, vereinen Theorie und Praxis.
Durch die spielerischen Elemente des Roboters (Education Set) in Verbindung mit der Einfachheit der Interfaces sollen Kinder vor allem Informatik- und Mathematikkenntnisse nähergebracht werden.
Die Steuerung der Roboter über die Apps an Tabletcomputern sowie Android- oder iOS-Smartphones fördert ebenfalls den Umgang mit E-Learning-Lernmaterialien im frühen Kindesalter.